# Vince Hill

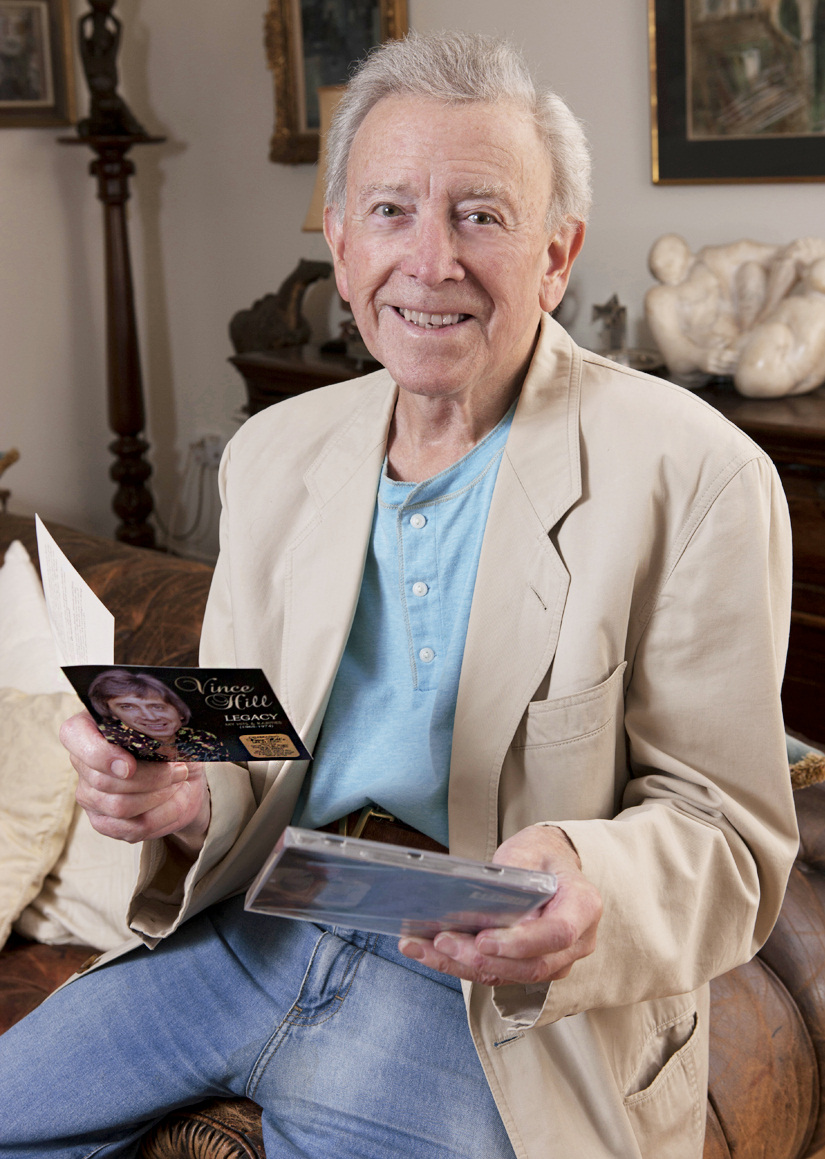
Vince Hill (2017)

Vince Hill (* 16. April 1937 in Holbrooks, Coventry; † 22. Juli 2023 in Henley-on-Thames) war ein britischer Sänger.

## Biografie
Hill sang bereits als Teenager in einem Pub in Margate. Für die Musik entschied er sich aber erst, nachdem er eine Weile als Bäcker, Lastwagenfahrer und in einem Kohlebergwerk gearbeitet hatte.
Der entscheidende Schub für seine Gesangskarriere kam mit dem Ableisten seines Wehrdienstes: Er wurde Sänger in der Band des Royal Corps of Signals, der Königlich-Britischen Nachrichtentruppe. Nach der Entlassung aus dem Militärdienst ging er mit einem Musical namens Floradora auf Tournee und war ab 1958 Sänger bei der Teddy Foster’s Band, einer Big Band aus London.
Anfang der 1960er Jahre wurde er Mitglied bei einer Band namens „The Raindrops“ (mit Len Beadle und Jackie Lee) und hatte seine ersten Auftritte in der BBC-Radioshow Parade of the Pops. 1961 verließ er die Gruppe für eine Solokarriere.
Seine erste Single, die sich in den britischen Charts platzieren konnte, war The River’s Run Dry (#41) im Juni 1962. 1963 nahm er mit dem Titel A Day at the Seaside erfolglos an der britischen Vorentscheidung A Song for Europe zum Eurovision Song Contest teil. Sein erster Top-20-Hit Take Me to Your Heart Again (englische Version von La vie en rose) erreichte 1966 Rang #13 der Hitparade. Weitere nennenswerte Chartnotierungen waren Heartaches (#28, 1966), die Udo-Jürgens-Komposition Merci, Chérie (#36, 1966), Roses of Picardy (#13, 1967), Love Letters in the Sand (#23, 1967) und Look Around (#12, 1971).
Seinen größten Erfolg verbuchte Vince Hill mit seiner Version des Rodgers-&-Hammerstein-Titels Edelweiss. Nach der erfolgreichen Verfilmung des Musicals The Sound of Music (1959) über die Trapp-Familie unter dem Titel Meine Lieder – meine Träume (1965) stieg das Lied im Februar 1967 bis auf Platz #2 der britischen Hitparade.
2004 erkrankte er an Prostatakrebs, der erfolgreich operiert wurde. 2005 wurde bei einer Nachkontrolle akute myeloische Leukämie entdeckt, die erfolgreich behandelt wurde.
Sein einziger Sohn starb im Januar 2014 im Alter von 42 Jahren und seine Frau, mit der er 57 Jahre lang verheiratet war, im September 2016. Hill starb am 22. Juli 2023 in Henley-on-Thames.

## Diskografie

### Alben
| Jahr | Titel               | Höchstplatzierung, Gesamtwochen, AuszeichnungChartsChartplatzierungen (Jahr, Titel, Platzierungen, Wochen, Auszeichnungen, Anmerkungen) | Anmerkungen |
| Jahr | Titel               | UK | Anmerkungen |
| ---- | ------------------- | --- | ----------- |
| 1967 | Edelweiss           | UK23 (9 Wo.)UK |             |
| 1978 | That Loving Feeling | UK51 (1 Wo.)UK |             |

### Singles
| Jahr | Titel Album                     | Höchstplatzierung, Gesamtwochen, AuszeichnungChartsChartplatzierungen (Jahr, Titel, Album, Platzierungen, Wochen, Auszeichnungen, Anmerkungen) | Anmerkungen |
| Jahr | Titel Album                     | UK | Anmerkungen |
| ---- | ------------------------------- | --- | ----------- |
| 1962 | The River’s Run Dry –           | UK41 (2 Wo.)UK |             |
| 1966 | Take Me to Your Heart Again –   | UK13 (11 Wo.)UK |             |
| 1966 | Heartaches –                    | UK28 (5 Wo.)UK |             |
| 1966 | Merci, Chérie –                 | UK36 (6 Wo.)UK |             |
| 1967 | Edelweiss –                     | UK2 (17 Wo.)UK |             |
| 1967 | Roses of Picardy –              | UK13 (11 Wo.)UK |             |
| 1967 | Love Letters in the Sand –      | UK23 (9 Wo.)UK |             |
| 1968 | Importance of Your Love –       | UK32 (12 Wo.)UK |             |
| 1969 | Doesn’t Anybody Know My Name? – | UK50 (1 Wo.)UK |             |
| 1969 | Little Blue Bird –              | UK42 (1 Wo.)UK |             |
| 1971 | Look Around –                   | UK12 (16 Wo.)UK |             |